# ونا بانتا
وَنا بانتا (انگلیسی: Vanna Bonta؛ ۳ آوریل ۱۹۵۸ – ۸ ژوئیه ۲۰۱۴) یک هنرپیشه، شاعر، پدیدآور، رمان‌نویس و هنرپیشه اهل ایالات متحده آمریکا و ایتالیایی‌الاصل بود.
از فیلم‌ها یا مجموعه‌های تلویزیونی که وی در آن‌ها نقش داشته است می‌توان به دیو و دلبر و جایی که سگ‌ها دروغ می‌گویند اشاره نمود.